# Битка код Онгала
Битка код Онгала вођена је на лето 680. године између византијске војске Константина IV са једне и прабугарске војске под Аспарухом са друге стране. Једна је од првих битака Византијско-бугарских ратова, а завршена је великом прабугарском победом након које се Прабугари насељавају на територије Балкана.

## Увод
Стара Велика Бугарска настала је 632. године уједињењем прабугарских племена између Црног и Каспијског мора. После смрти кана Кубрата, држава је подељена између тројице његових синова. Аспарух, један од Кубратових синова, покренуо је своју војску на подручја северно од Дунава. Користећи се неприликама Византијаца проузрокованих ратом са Арапима који су им опсели престоницу, Аспарух византијском цару Константину објављује рат. Формирао је савез са четири словенска племена против Византије.

## Битка
Битка код Онгала вођена је на мочварном терену. То је приморало Византинце да нападају у мањим групама што је смањило ефикасност њихових напада. Битка се завршила потпуним поразом Византинаца. Велики број војника су изгубили у бици. Према легенди, византијски цар је због повреде ноге морао да оде у Несебер након чега су његови војници почели да беже мислећи да је и цар побегао. Прабугарима је било лако да униште остатак војске.

## Последице
Велики пораз код Онгала приморао је Византију да следеће (681. године) закључи са Прабугарима мир којим је признала њихову новонасталу државу и обавезала се на плаћање годишњег данка. Био је то веома сраман споразум по Византијско царство које је деценијама одолевало персијским и арапским нападима. Управо тада почињу византијско-бугарски сукоби који ће се водити вековима.